# The Temptations
The Temptations – amerykańska grupa wokalna związana z gatunkiem soul. Stosuje wielogłosowe harmonie. Grupa przeszła wiele zmian personalnych i stała się odskocznią dla wielu karier solowych.
W 1989 grupa The Temptations została wprowadzona do Rock and Roll Hall of Fame.

## Skład
W grupie The Temptations śpiewali:
- Dennis Edwards – śpiew
- David Ruffin – śpiew
- Louis Price – śpiew
- Eldridge Bryant – śpiew
- Raymond Davis – śpiew
- Melvin Franklin – śpiew
- Damon Harris – śpiew
- Eddie Kendricks – śpiew
- Glenn Leonard – śpiew
- Harry McGilberry – śpiew
- Richard Street – śpiew
- Ron Tyson – śpiew
- Ali "Ollie" Woodson – śpiew
- Ricky Owens – śpiew
- Dennis Williams – śpiew
- Theo Peoples – śpiew
- Paul Williams – śpiew
- Cal Osborne – śpiew
- Otis Williams – śpiew

## Dyskografia
- Meet the Temptations (1964)

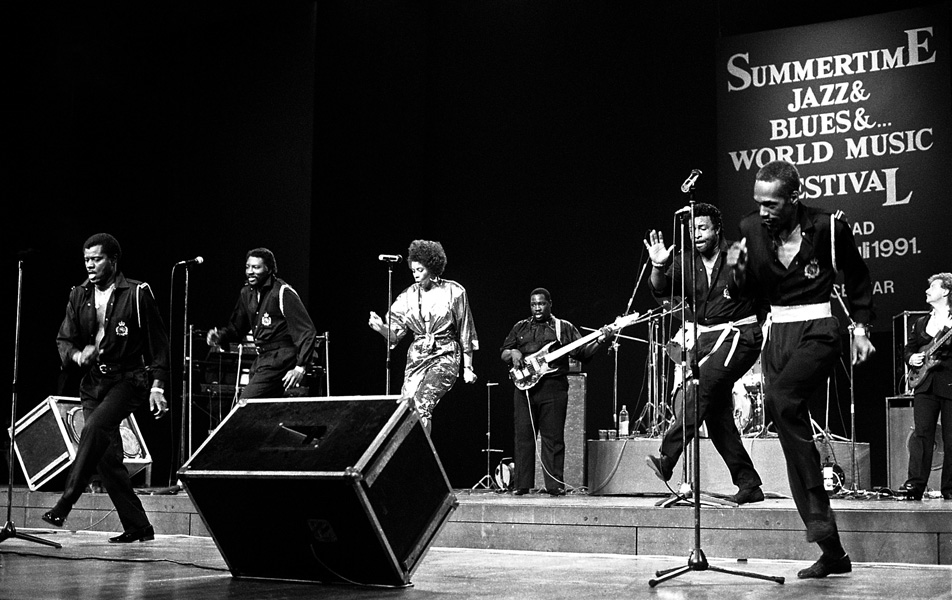
The Temptations, 1991 (fot. Zoran Veselinovic)

- The Temptations Sing Smokey (1965)
- Temptin' Temptations (1965)
- Gettin' Ready (1966)
- Temptations Live! (1967)
- With a Lot o' Soul (1967)
- In a Mellow Mood (1967)
- TV Show (1967)
- The Wish It Would Rain (1968)
- The Supremes Join the Temptations (1968)
- Live at the Copa (1968)
- Cloud Nine (1969)
- The Temptations Show (1969)
- Puzzle People (1969)
- On Broadway (1969)
- Psychedelic Shack (1970)
- Live at London's Talk of the Town (1970)
- The Christmas Card (1970)
- Together (1970)
- Sky's the Limit (1971)
- Solid Rock (1972)
- All Directions (1972)
- Masterpiece (1973)
- Zoom (1973)
- 1990 (1973)
- Song for You (1975)
- House Party (1975)
- Wings of Love (1976)
- The Temptations Do the Temptations (1976)
- Hear to Tempt You (1978)
- Bare Back (1978)
- Power (1980)
- Give Love at Christmas (1980)
- The Temptations (1981)
- Reunion (1982)
- Back to Basics (1983)
- Surface Thrills (1983)
- Truly for You (1984)
- Touch Me (1985)
- To Be Continued... (1986)
- Together Again (1987)
- Special (1989)
- Milestone (1991)
- For Lovers Only (1995)
- My Girl (1997)
- Phoenix Rising (1998)
- Ear-Resistable (2000)
- Awesome (2001)